# George W. Blanchard
George Washington Blanchard (Colby, 26 de enero de 1884 - Edgerton, 2 de octubre de 1964) fue un político y abogado estadounidense.

## Biografía
Nacido en Colby, Wisconsin, Blanchard se graduó de Colby High School y luego recibió su licenciatura y su título de abogado en la Universidad de Wisconsin. Luego ejerció la abogacía en Edgerton, Wisconsin. Sirvió en la Asamblea del Estado de Wisconsin en 1925 y en el Senado del Estado de Wisconsin en 1927. Posteriormente se desempeñó como miembro de la Cámara de Representantes de los Estados Unidos de 1933 a 1935. El era republicano. Representó al 1.º distrito congresional de Wisconsin en el 73.º Congreso de los Estados Unidos. Fue elegido en las elecciones de 1932 recibiendo el 48,5% de los votos.
Falleció en Edgerton el 2 de octubre de 1964. Su hijo, David, fue presidente de la Asamblea del Estado de Wisconsin. La esposa de David, Carolyn, también fue miembro de la Asamblea.